# Lautaro Pastrán
Lautaro Leonel Pastrán Tello (* 27. Juni 2002 in Mendoza) ist ein argentinisch-chilenischer Fußballspieler auf der Position eines Flügelstürmers.

## Karriere

### Verein
Lautaro Pastrán begann seine Profikarriere in seiner Heimat bei CD Godoy Cruz. 2016 wechselte er nach einem erfolgreichen Probetraining zum Hauptstadtklub River Plate. Im Februar 2021 folgte dann der Schritt nach Chile zu Everton. Dort gab er im Mai 2021 sein Debüt gegen den FC São Paulo in der Copa Sudamericana 2021, aber erst im Juli 2022 Pastrán seinen ersten Profivertrag. Im August 2023 verpflichtete ihn der CA Belgrano aus der ersten argentinischen Liga Pastrán, bei dem er einen Vertrag bis 2026 unterschrieb.
Mitte 2024 kehrte Pastrán auf Leihbasis zu Everton zurück, das nach der Leihe eine Kaufoption besitzt.

### Nationalmannschaft
Pastrán trainierte im Oktober und November 2022 mit der U-23-Nationalmannschaft Chiles unter Trainer Eduardo Berizzo, nachdem er die chilenische Nationalität angenommen hatte. Beim 8:1-Erfolg in einem Trainingsspiel gegen Deportes Linares erzielte Pastrán einen Treffer.

## Sonstiges
Im September 2022 erlangte Pastrán durch seine chilenische Großmutter die Staatsangehörigkeit des Landes.